# جيوتيراديتيا سكينديا
جيوتيراديتيا سكينديا (من مواليد 1 يناير 1971) هو سياسي هندي يشغل حالياً منصب وزير الطيران المدني.  وهو عضو سابق في البرلمان في لوك سابها.